# Riley Cooper
Riley Thomas Cooper (ur. 9 września 1987 roku w Oklahoma City w stanie Oklahoma) – amerykański zawodnik futbolu amerykańskiego, grający na pozycji wide receiver. W rozgrywkach akademickich NCAA występował w drużynie Florida.
W roku 2010 przystąpił do draftu NFL. Został wybrany przez drużynę Philadelphia Eagles w piątej rundzie (159. wybór). W drużynie z Pensylwanii występuje do tej pory.